# Druuna

Типова поза героїні у коміксі

Druuna (Друуна) — це еротична книга коміксів в стилі наукової фантастики і фентезі з однойменною героїнею, що була створена італійським мультиплікатором Паоло Елеутері Серп'єрі. Більшість пригод Друуни відбуваються в постапокаліптичному майбутньому, яке використовується як фон для різноматіних сцен жорсткої порнографії і більш м'яких сексуальних сцен. Друуна на сторінках часто оголена або одягнена тільки частково, а її малюнки, роздруковані у високій якості, часто продаються як плакати.
Друуна з'являлась у восьми серіях серіалу Morbus Gravis (Severe Disease) з 1985 до 2003 років. Також героїня коміксів часто з'являється в багатьох книгах Серп'єрі, що були продані мільйонним тиражем у перекладі на 12 мов. Серп'єрі й сам є героєм своїх коміксів, якого звуть Док (Doc).

## Morbus Gravis

### Сюжет
Протягом 13 років сюжет пригод Друуни в Morbus Gravis неодноразово мінявся, часто створюючи невідповідності.

На початку серії події розгортаються в так званому Місті (The City), футуристичному місті, яке деградувало до дикого урбаністичного середовища. Люди живуть в напівдикій місцевості під контролем релігійних фанатиків, які керуються поняттям «істини». В цьому соціумі заборонені книги, а життя відбувається під тиском деспотичної та вкрай мілітаризованої бюрократії. Час, в якому відбуваються події, називається «епоха людини» (Age of Man), передбачається, що ця ера представляє собою післявоєнні часи. Священики розповідають, що диявол вселився в людей, це проявляється у вигляді невиліковної інфекційної хвороби, що перетворює людей в мутантів зі щупальцями. 
Після багатьох пригод Друуна дізнається, що насправді Місто − це гігантський космічний корабель, що покинув Землю після деякого катаклізму і відтоді дрейфує космосом протягом багатьох століть. Луїс, капітан цього судна, передав частину управління життям корабля комп'ютеру Delta. Священики виявляються андроїдами, підконтрольними Дельті.
Комп'ютер перетворює Луїса в безсмертну істоту завдяки використанню органів здорових людей, який було допущено на верхні рівні міста. Луїс втомився від безсмертя і хоче померти, щоб вимкнути Дельту і таким чином знищити місто. Їхній конфлікт є однією з причин поступової деградації життя на кораблі-астероїді. Луїс просить Друуну допомогти йому з виконанням плану, але в останній момент розуміє, що кохає її, і тому дозволяє зупинити знищення міста і його мешканців. Згодом, Луїс вводить Друуну в стані гібернації, що може тривати століття і чекає можливості, щоб покращити життя в місті.
Який новий катаклізм відбувається, коли інший корабель (що спочатку здавався людям за астероїд) наближається до Міста. Це місто під командуванням персонажа на ім'я Вілл (Will), виявляється соціумом, який завдяки еволюції Зла перетворився на супер-організм. Тоді ж читач дізнається, що окрім Міста є й інші місця, де живуть врятовані від війни люди.  Після приземлення на корабель капітана Вілла Друуна дізнається, що душі Шастара та Луїса були об'єднані та перенесені на комп'ютер нового корабля. Хвороба під назвою «диявол» (Evi) розповсюджується і на новому кораблі, тому Вілл та Док телепатично передають Друуні душі Луїса-Шастара й намагаються дізнатись, як можна створити сироватку від захворювання.
Коли розум Друуни заносять до нового комп'ютера, Вілл намагається врятувати її. Дізнавшись, що створити сироватку від хвороби неможливо, вони вирішують  знищити корабель і його команду (а з ними й комп'ютер, що зберігає в собі розум Шастара та Луїса). Друуна, Вілл і ще кілька людей тікають у рятувальній капсулі. Капсула падає на незнайому планету, а героїня прокидається в самотності. Далі вона опиняється втягнутою у війну між двома расами. Одна з рас − паразити, які потребують живого організму як носія, а інша − розумні роботи, які мають за мету створення живих істот. Далі виявляється, що ця планета − Земля через кілька тисячоліть після зникнення з неї людей.
Роботи хочуть заново створити своїх творців і зрозуміти людство. Вілл з'являється на короткий час. Виявляється, що його викрали. Шастар також є на цих сторінках, він допомагає роботам здійснити їхні плани. Разом з роботами він вирішує клонувати Друуну.

### Стиль та зміст
Серія Morbus Gravis містить сцени насильства та сексу. Випуск № 3, Creatura, майже показує сцени сексу, а три наступні книги роблять це без цензури. Журнал Heavy Metal передруковує частину з цих коміксів, цензуруючи найвідвертіші сцени. У випуску № 5, Mandragora, частину сторінок через це просто вирізали. З випуску № 7 серія повертається до зображення сексуальних сцен у більш завуальованій формі (The Forgotten Planet).

### Героїня
Зазвичай Друуна — об'єкт сексуального насильства, яка майже не опирається зґвалтуванням, але може бути сердитою, якщо це відбувається більше ніж один раз за серію. Сам автор, Серп'єрі, заявляє, що така поведінка Друуни є викликом нормам церковної моралі та поглядів на сексуальність.

### Вплив
У 1989 році фотограф Павло Вайнер (Paulo Vainer), захоплений Друуною, відзняв фотосесію бразильської моделі Ани Ліми (Ana Lima) у багатьох позах, що повторювали епізоди з коміксів. Ці кадри було надруковано в квітневому випуску бразильського Playboy 1989 року (№ 165). 

## Де з'являлась
- Morbus Gravis
  - Morbus Gravis (Dargaud, 1985) ISBN 3-933187-69-9 — передруковано в Heavy Metal Magazine, випуск 10, № 2 влітку 1986 р.
  - Druuna (Dargaud, 1987) ISBN 2-908406-63-2 — передруковано в Heavy Metal Magazine, випуск 12, № 1 навесні 1988 р.
  - Creatura (Bagheera, 1990) ISBN 3-933187-71-0 — передруковано в Heavy Metal Magazine, випуск 16, № 4 (випуск журналу пронумеровано як 17, № 4), листопад 1992 р.
  - Carnivora (Bagheera, 1992) ISBN 3-933187-72-9 — передруковано в Heavy Metal: Software (спецвипуск), випуск 7, № 2, 1993 р.
  - Mandragora (Bagheera, 1995) ISBN 2-908406-32-2 — передруковано в Heavy Metal Magazine, випуск 19, № 4 за вересень 1995 р.
  - Aphrodisia (Bagheera, 1997) ISBN 2-908406-69-1 — передруковано в Heavy Metal Magazine, випуск 21, № 4 за вересень 1997 р.
  - La Planète oubliée (Забута планета) (Bagheera, 2000) ISBN ISBN 2-908406-60-8 — передруковано в Heavy Metal Magazine, випуск 25, № 2 за травень 2001 р.
  - Clone (Bagheera, 2003) ISBN 2-908406-72-1 — передруковано в Heavy Metal Magazine, випуск 27, № 5 за листопад 2003
- Книги скетчів Серпьєрі
  - Serpieri Obsession: In Search of Druuna (Heavy Metal Magazine, 1993) ISBN 978-1-882931-23-1
  - Druuna X (Heavy Metal Magazine, грудень 1993) ISBN 978-1-882931-03-3
  - Druuna X 2 (Heavy Metal Magazine, 1998) ISBN 1-882931-41-6
  - Serpieri: The Sweet Smell of Woman (Heavy Metal Magazine, 2000) ISBN 1-882931-60-2
  - Croquis (Bagheera, 2001) ISBN 2-908406-36-5
  - Serpieri Sketchbook (Heavy Metal Magazine, 2001) ISBN 1-882931-14-9
  - Serpieri Sketchbook 2 (Heavy Metal Magazine, 2002) ISBN 1-882931-90-4

## В інших амплуа
Героїню коміксів також можна побачити у тримвиірній відеогрі Druuna: Morbus Gravis.